# Diljale
Diljale (Ze złamanym sercem) – bollywoodzki thriller z 1996 roku. Grają – Ajay Devgan, Sonali Bendre, Shakti Kapoor, Amrish Puri. Reżyser – Harry Baweja („Qayamat”, „Deewane”, „Karz”). Ten film to przepis na to, jak z wychowanego w duchu patriotycznym, głoszącego gandhijskie zasady „non violence” studenta zrobić kaszmirskiego terrorystę. W filmie pokazano też studencką miłość, rodzica przymuszającego swoją córkę do małżeństwa, skorumpowanych polityków, torturowanie niewinnych przez policję. To film o przemianie, o tym, jak zło wyzwala zło, a krzywda zemstę. Ale i o próbie odzyskania utraconej niewinności i godności.

## Fabuła
Kapitana Radhira, dowódcę przygranicznego oddziału w Kaszmirze i Dżammu urzeka piękno Radhiki (Sonali Bendre). Zaręczyny zaaranżowane wbrew jej woli przerywa wtargnięcie terrorysty Shaki (Ajay Devgan). On pali baldachim ślubny, ona patrząc na niego ma łzy w oczach. Co łączy córkę bogatego radży i ministra (Shakti Kapoor) ze śpiącym w górach na śniegu terrorystą?...

## Obsada
- Ajay Devgan – Shyam/Shaaka
- Madhu
- Sonali Bendre – Radhika
- Parmeet Sethi
- Amrish Puri – Dara
- Shakti Kapoor – Radhiki ojciec
- Gulshan Grover

## Muzyka i piosenki
Muzykę do filmu skomponował Anu Malik, twórca muzyki do takich filmów jak: Akele Hum Akele Tum, Chaahat, Ishq’, Hulchul, Border, China Gate, Refugee, Fiza, Asoka Wielki, Aks, LOC Kargil, Tamanna, Kalyug, Ishq Vishk, Murder, Fida, No Entry, Humko Deewana Kar Gaye, Zakochać się jeszcze raz,  Umrao Jaan, Mission Istanbul, czy Paap. Nagroda Filmfare za Najlepszą Muzykę za Baazigar i Jestem przy tobie.
- Ho Nahin Sakta (na ekranie Sonali i Ajay, śpiewa Udit Narayan)
- Jiske Aane Se (śpiewa Kumar Sanu)
- Shaam Hai Dhuan Dhuan (na ekranie Ajay i Madhoo)
- Kuchh Tum Beheko
- Kis Se Puchu Us LAdki Ka Nam
- Mera Mulk Mera Desh (śpiewa Kumar Sanu)
- Ek Baat Main Apne Dil
- Mera Mulk Mera Desh (sad)
- Boom Boom
- Kya kehto ho iss bare mein (śpiewa Udit Narayan)